# Бриџпорт (Мичиген)
Бриџпорт (енгл. Bridgeport) насељено је место без административног статуса у америчкој савезној држави Мичиген.

## Демографија
По попису из 2010. године број становника је 6.950, што је 899 (-11,5%) становника мање него 2000. године.
| Група             | 2000.         | 2010.         |
| Белци             | 4.616 (58,8%) | 3.614 (52,0%) |
| Афроамериканци    | 2.244 (28,6%) | 2.470 (35,5%) |
| Азијати           | 19 (0,2%)     | 12 (0,2%)     |
| Хиспаноамериканци | 808 (10,3%)   | 753 (10,8%)   |
| Укупно            | 7.849         | 6.950         |